# Kian Egan
Kian John Francis Egan (Sligo, 29 april 1980) is een Ierse zanger.
Egan zong oorspronkelijk met een aantal vrienden in de groep IOU, maar deze groep is later gesplitst. Groepsleden Egan, Mark Feehily en Shane Filan gingen hiermee deel uitmaken van de nieuwe boyband die Westside ging heten. Er kwamen twee nieuwe groepsleden bij: Nicky Byrne en Brian McFadden. De naam van de boyband werd daarna gewijzigd in Westlife.
Egan zingt niet alleen maar speelt ook piano en gitaar. Ook is een aantal van de nummers van de groep door hem geschreven, zoals Don't Let Me Go en When You Come Around.
Op 8 mei 2009 is Egan op Barbados getrouwd met zijn vriendin Jodi Albert. Ze kregen in 2011 een zoon genaamd Koa. Kian is sinds 2012 coach bij The Voice of Ireland.